# Dolichotetranychus bakeri
Dolichotetranychus bakeri är en spindeldjursart som beskrevs av El-Enany och Soliman 1987. Dolichotetranychus bakeri ingår i släktet Dolichotetranychus och familjen Tenuipalpidae. Inga underarter finns listade i Catalogue of Life.